# Hans Klüver
Hans Wilhelm Klüver (Lipsia, 4 marzo 1901 – Amburgo, 26 febbraio 1989) è stato un compositore di scacchi tedesco.
Nato a Lipsia, quando aveva sette anni la famiglia si trasferì ad Amburgo. Pubblicò il suo primo problema di scacchi all'età di 14 anni. Partecipò a molti concorsi internazionali ottenendo numerose premiazioni, tra cui sette primi premi. Per vari anni fu redattore della rubrica scacchistica del giornale Die Welt.
Autore di articoli teorici e monografie su vari argomenti del problema di scacchi, in particolare sulla retroanalisi e sugli sgomberi di linea con mosse critiche. Collaborò spesso con la rivista Die Schwalbe.
Si interessò alle varianti eterodosse degli scacchi e negli anni '20 giocò alcune partite per corrispondenza con la variante degli scacchi vinciperdi. Ideò una variante degli scacchi in cui ogni giocatore fa due mosse consecutive, che chiamò Doppelzugschach, noti a volte come "scacchi marsigliesi".
Compose anche alcuni task, tra cui quello di trovare la più corta partita, ovviamente con entrambi i colori che collaborano, che termina con lo scacco matto dato da un cavallo proveniente da promozione.
Tra le sue pubblicazioni:
- Kohtz und die Kritizität der Linienraumung, Amburgo, 1940
- Erich Brunner: ein Kunstler und Deuter des Schachproblems (con Moriz Henneberger), Berlino, 1958
- Faschinschach der Welt, Amburgo, 1962 (raccolta di articoli pubblicati su Die Welt)
- Dynamoschach, 1971
- Die Stern-Schachprobleme, 1991

La PCCC gli attribuì il titolo di Maestro Onorario della composizione.

## Problemi d'esempio
|   | a | b | c | d | e | f | g | h |   |
| 8 | d6 pedone del nero · e6 pedone del nero · f6 pedone del nero · b5 alfiere del bianco · e5 pedone del nero · e4 re del nero · e3 alfiere del bianco · h3 pedone del bianco · d2 torre del bianco · e2 re del bianco · b1 cavallo del bianco | d6 pedone del nero · e6 pedone del nero · f6 pedone del nero · b5 alfiere del bianco · e5 pedone del nero · e4 re del nero · e3 alfiere del bianco · h3 pedone del bianco · d2 torre del bianco · e2 re del bianco · b1 cavallo del bianco | d6 pedone del nero · e6 pedone del nero · f6 pedone del nero · b5 alfiere del bianco · e5 pedone del nero · e4 re del nero · e3 alfiere del bianco · h3 pedone del bianco · d2 torre del bianco · e2 re del bianco · b1 cavallo del bianco | d6 pedone del nero · e6 pedone del nero · f6 pedone del nero · b5 alfiere del bianco · e5 pedone del nero · e4 re del nero · e3 alfiere del bianco · h3 pedone del bianco · d2 torre del bianco · e2 re del bianco · b1 cavallo del bianco | d6 pedone del nero · e6 pedone del nero · f6 pedone del nero · b5 alfiere del bianco · e5 pedone del nero · e4 re del nero · e3 alfiere del bianco · h3 pedone del bianco · d2 torre del bianco · e2 re del bianco · b1 cavallo del bianco | d6 pedone del nero · e6 pedone del nero · f6 pedone del nero · b5 alfiere del bianco · e5 pedone del nero · e4 re del nero · e3 alfiere del bianco · h3 pedone del bianco · d2 torre del bianco · e2 re del bianco · b1 cavallo del bianco | d6 pedone del nero · e6 pedone del nero · f6 pedone del nero · b5 alfiere del bianco · e5 pedone del nero · e4 re del nero · e3 alfiere del bianco · h3 pedone del bianco · d2 torre del bianco · e2 re del bianco · b1 cavallo del bianco | d6 pedone del nero · e6 pedone del nero · f6 pedone del nero · b5 alfiere del bianco · e5 pedone del nero · e4 re del nero · e3 alfiere del bianco · h3 pedone del bianco · d2 torre del bianco · e2 re del bianco · b1 cavallo del bianco | 8 |
| 7 | d6 pedone del nero · e6 pedone del nero · f6 pedone del nero · b5 alfiere del bianco · e5 pedone del nero · e4 re del nero · e3 alfiere del bianco · h3 pedone del bianco · d2 torre del bianco · e2 re del bianco · b1 cavallo del bianco | d6 pedone del nero · e6 pedone del nero · f6 pedone del nero · b5 alfiere del bianco · e5 pedone del nero · e4 re del nero · e3 alfiere del bianco · h3 pedone del bianco · d2 torre del bianco · e2 re del bianco · b1 cavallo del bianco | d6 pedone del nero · e6 pedone del nero · f6 pedone del nero · b5 alfiere del bianco · e5 pedone del nero · e4 re del nero · e3 alfiere del bianco · h3 pedone del bianco · d2 torre del bianco · e2 re del bianco · b1 cavallo del bianco | d6 pedone del nero · e6 pedone del nero · f6 pedone del nero · b5 alfiere del bianco · e5 pedone del nero · e4 re del nero · e3 alfiere del bianco · h3 pedone del bianco · d2 torre del bianco · e2 re del bianco · b1 cavallo del bianco | d6 pedone del nero · e6 pedone del nero · f6 pedone del nero · b5 alfiere del bianco · e5 pedone del nero · e4 re del nero · e3 alfiere del bianco · h3 pedone del bianco · d2 torre del bianco · e2 re del bianco · b1 cavallo del bianco | d6 pedone del nero · e6 pedone del nero · f6 pedone del nero · b5 alfiere del bianco · e5 pedone del nero · e4 re del nero · e3 alfiere del bianco · h3 pedone del bianco · d2 torre del bianco · e2 re del bianco · b1 cavallo del bianco | d6 pedone del nero · e6 pedone del nero · f6 pedone del nero · b5 alfiere del bianco · e5 pedone del nero · e4 re del nero · e3 alfiere del bianco · h3 pedone del bianco · d2 torre del bianco · e2 re del bianco · b1 cavallo del bianco | d6 pedone del nero · e6 pedone del nero · f6 pedone del nero · b5 alfiere del bianco · e5 pedone del nero · e4 re del nero · e3 alfiere del bianco · h3 pedone del bianco · d2 torre del bianco · e2 re del bianco · b1 cavallo del bianco | 7 |
| 6 | d6 pedone del nero · e6 pedone del nero · f6 pedone del nero · b5 alfiere del bianco · e5 pedone del nero · e4 re del nero · e3 alfiere del bianco · h3 pedone del bianco · d2 torre del bianco · e2 re del bianco · b1 cavallo del bianco | d6 pedone del nero · e6 pedone del nero · f6 pedone del nero · b5 alfiere del bianco · e5 pedone del nero · e4 re del nero · e3 alfiere del bianco · h3 pedone del bianco · d2 torre del bianco · e2 re del bianco · b1 cavallo del bianco | d6 pedone del nero · e6 pedone del nero · f6 pedone del nero · b5 alfiere del bianco · e5 pedone del nero · e4 re del nero · e3 alfiere del bianco · h3 pedone del bianco · d2 torre del bianco · e2 re del bianco · b1 cavallo del bianco | d6 pedone del nero · e6 pedone del nero · f6 pedone del nero · b5 alfiere del bianco · e5 pedone del nero · e4 re del nero · e3 alfiere del bianco · h3 pedone del bianco · d2 torre del bianco · e2 re del bianco · b1 cavallo del bianco | d6 pedone del nero · e6 pedone del nero · f6 pedone del nero · b5 alfiere del bianco · e5 pedone del nero · e4 re del nero · e3 alfiere del bianco · h3 pedone del bianco · d2 torre del bianco · e2 re del bianco · b1 cavallo del bianco | d6 pedone del nero · e6 pedone del nero · f6 pedone del nero · b5 alfiere del bianco · e5 pedone del nero · e4 re del nero · e3 alfiere del bianco · h3 pedone del bianco · d2 torre del bianco · e2 re del bianco · b1 cavallo del bianco | d6 pedone del nero · e6 pedone del nero · f6 pedone del nero · b5 alfiere del bianco · e5 pedone del nero · e4 re del nero · e3 alfiere del bianco · h3 pedone del bianco · d2 torre del bianco · e2 re del bianco · b1 cavallo del bianco | d6 pedone del nero · e6 pedone del nero · f6 pedone del nero · b5 alfiere del bianco · e5 pedone del nero · e4 re del nero · e3 alfiere del bianco · h3 pedone del bianco · d2 torre del bianco · e2 re del bianco · b1 cavallo del bianco | 6 |
| 5 | d6 pedone del nero · e6 pedone del nero · f6 pedone del nero · b5 alfiere del bianco · e5 pedone del nero · e4 re del nero · e3 alfiere del bianco · h3 pedone del bianco · d2 torre del bianco · e2 re del bianco · b1 cavallo del bianco | d6 pedone del nero · e6 pedone del nero · f6 pedone del nero · b5 alfiere del bianco · e5 pedone del nero · e4 re del nero · e3 alfiere del bianco · h3 pedone del bianco · d2 torre del bianco · e2 re del bianco · b1 cavallo del bianco | d6 pedone del nero · e6 pedone del nero · f6 pedone del nero · b5 alfiere del bianco · e5 pedone del nero · e4 re del nero · e3 alfiere del bianco · h3 pedone del bianco · d2 torre del bianco · e2 re del bianco · b1 cavallo del bianco | d6 pedone del nero · e6 pedone del nero · f6 pedone del nero · b5 alfiere del bianco · e5 pedone del nero · e4 re del nero · e3 alfiere del bianco · h3 pedone del bianco · d2 torre del bianco · e2 re del bianco · b1 cavallo del bianco | d6 pedone del nero · e6 pedone del nero · f6 pedone del nero · b5 alfiere del bianco · e5 pedone del nero · e4 re del nero · e3 alfiere del bianco · h3 pedone del bianco · d2 torre del bianco · e2 re del bianco · b1 cavallo del bianco | d6 pedone del nero · e6 pedone del nero · f6 pedone del nero · b5 alfiere del bianco · e5 pedone del nero · e4 re del nero · e3 alfiere del bianco · h3 pedone del bianco · d2 torre del bianco · e2 re del bianco · b1 cavallo del bianco | d6 pedone del nero · e6 pedone del nero · f6 pedone del nero · b5 alfiere del bianco · e5 pedone del nero · e4 re del nero · e3 alfiere del bianco · h3 pedone del bianco · d2 torre del bianco · e2 re del bianco · b1 cavallo del bianco | d6 pedone del nero · e6 pedone del nero · f6 pedone del nero · b5 alfiere del bianco · e5 pedone del nero · e4 re del nero · e3 alfiere del bianco · h3 pedone del bianco · d2 torre del bianco · e2 re del bianco · b1 cavallo del bianco | 5 |
| 4 | d6 pedone del nero · e6 pedone del nero · f6 pedone del nero · b5 alfiere del bianco · e5 pedone del nero · e4 re del nero · e3 alfiere del bianco · h3 pedone del bianco · d2 torre del bianco · e2 re del bianco · b1 cavallo del bianco | d6 pedone del nero · e6 pedone del nero · f6 pedone del nero · b5 alfiere del bianco · e5 pedone del nero · e4 re del nero · e3 alfiere del bianco · h3 pedone del bianco · d2 torre del bianco · e2 re del bianco · b1 cavallo del bianco | d6 pedone del nero · e6 pedone del nero · f6 pedone del nero · b5 alfiere del bianco · e5 pedone del nero · e4 re del nero · e3 alfiere del bianco · h3 pedone del bianco · d2 torre del bianco · e2 re del bianco · b1 cavallo del bianco | d6 pedone del nero · e6 pedone del nero · f6 pedone del nero · b5 alfiere del bianco · e5 pedone del nero · e4 re del nero · e3 alfiere del bianco · h3 pedone del bianco · d2 torre del bianco · e2 re del bianco · b1 cavallo del bianco | d6 pedone del nero · e6 pedone del nero · f6 pedone del nero · b5 alfiere del bianco · e5 pedone del nero · e4 re del nero · e3 alfiere del bianco · h3 pedone del bianco · d2 torre del bianco · e2 re del bianco · b1 cavallo del bianco | d6 pedone del nero · e6 pedone del nero · f6 pedone del nero · b5 alfiere del bianco · e5 pedone del nero · e4 re del nero · e3 alfiere del bianco · h3 pedone del bianco · d2 torre del bianco · e2 re del bianco · b1 cavallo del bianco | d6 pedone del nero · e6 pedone del nero · f6 pedone del nero · b5 alfiere del bianco · e5 pedone del nero · e4 re del nero · e3 alfiere del bianco · h3 pedone del bianco · d2 torre del bianco · e2 re del bianco · b1 cavallo del bianco | d6 pedone del nero · e6 pedone del nero · f6 pedone del nero · b5 alfiere del bianco · e5 pedone del nero · e4 re del nero · e3 alfiere del bianco · h3 pedone del bianco · d2 torre del bianco · e2 re del bianco · b1 cavallo del bianco | 4 |
| 3 | d6 pedone del nero · e6 pedone del nero · f6 pedone del nero · b5 alfiere del bianco · e5 pedone del nero · e4 re del nero · e3 alfiere del bianco · h3 pedone del bianco · d2 torre del bianco · e2 re del bianco · b1 cavallo del bianco | d6 pedone del nero · e6 pedone del nero · f6 pedone del nero · b5 alfiere del bianco · e5 pedone del nero · e4 re del nero · e3 alfiere del bianco · h3 pedone del bianco · d2 torre del bianco · e2 re del bianco · b1 cavallo del bianco | d6 pedone del nero · e6 pedone del nero · f6 pedone del nero · b5 alfiere del bianco · e5 pedone del nero · e4 re del nero · e3 alfiere del bianco · h3 pedone del bianco · d2 torre del bianco · e2 re del bianco · b1 cavallo del bianco | d6 pedone del nero · e6 pedone del nero · f6 pedone del nero · b5 alfiere del bianco · e5 pedone del nero · e4 re del nero · e3 alfiere del bianco · h3 pedone del bianco · d2 torre del bianco · e2 re del bianco · b1 cavallo del bianco | d6 pedone del nero · e6 pedone del nero · f6 pedone del nero · b5 alfiere del bianco · e5 pedone del nero · e4 re del nero · e3 alfiere del bianco · h3 pedone del bianco · d2 torre del bianco · e2 re del bianco · b1 cavallo del bianco | d6 pedone del nero · e6 pedone del nero · f6 pedone del nero · b5 alfiere del bianco · e5 pedone del nero · e4 re del nero · e3 alfiere del bianco · h3 pedone del bianco · d2 torre del bianco · e2 re del bianco · b1 cavallo del bianco | d6 pedone del nero · e6 pedone del nero · f6 pedone del nero · b5 alfiere del bianco · e5 pedone del nero · e4 re del nero · e3 alfiere del bianco · h3 pedone del bianco · d2 torre del bianco · e2 re del bianco · b1 cavallo del bianco | d6 pedone del nero · e6 pedone del nero · f6 pedone del nero · b5 alfiere del bianco · e5 pedone del nero · e4 re del nero · e3 alfiere del bianco · h3 pedone del bianco · d2 torre del bianco · e2 re del bianco · b1 cavallo del bianco | 3 |
| 2 | d6 pedone del nero · e6 pedone del nero · f6 pedone del nero · b5 alfiere del bianco · e5 pedone del nero · e4 re del nero · e3 alfiere del bianco · h3 pedone del bianco · d2 torre del bianco · e2 re del bianco · b1 cavallo del bianco | d6 pedone del nero · e6 pedone del nero · f6 pedone del nero · b5 alfiere del bianco · e5 pedone del nero · e4 re del nero · e3 alfiere del bianco · h3 pedone del bianco · d2 torre del bianco · e2 re del bianco · b1 cavallo del bianco | d6 pedone del nero · e6 pedone del nero · f6 pedone del nero · b5 alfiere del bianco · e5 pedone del nero · e4 re del nero · e3 alfiere del bianco · h3 pedone del bianco · d2 torre del bianco · e2 re del bianco · b1 cavallo del bianco | d6 pedone del nero · e6 pedone del nero · f6 pedone del nero · b5 alfiere del bianco · e5 pedone del nero · e4 re del nero · e3 alfiere del bianco · h3 pedone del bianco · d2 torre del bianco · e2 re del bianco · b1 cavallo del bianco | d6 pedone del nero · e6 pedone del nero · f6 pedone del nero · b5 alfiere del bianco · e5 pedone del nero · e4 re del nero · e3 alfiere del bianco · h3 pedone del bianco · d2 torre del bianco · e2 re del bianco · b1 cavallo del bianco | d6 pedone del nero · e6 pedone del nero · f6 pedone del nero · b5 alfiere del bianco · e5 pedone del nero · e4 re del nero · e3 alfiere del bianco · h3 pedone del bianco · d2 torre del bianco · e2 re del bianco · b1 cavallo del bianco | d6 pedone del nero · e6 pedone del nero · f6 pedone del nero · b5 alfiere del bianco · e5 pedone del nero · e4 re del nero · e3 alfiere del bianco · h3 pedone del bianco · d2 torre del bianco · e2 re del bianco · b1 cavallo del bianco | d6 pedone del nero · e6 pedone del nero · f6 pedone del nero · b5 alfiere del bianco · e5 pedone del nero · e4 re del nero · e3 alfiere del bianco · h3 pedone del bianco · d2 torre del bianco · e2 re del bianco · b1 cavallo del bianco | 2 |
| 1 | d6 pedone del nero · e6 pedone del nero · f6 pedone del nero · b5 alfiere del bianco · e5 pedone del nero · e4 re del nero · e3 alfiere del bianco · h3 pedone del bianco · d2 torre del bianco · e2 re del bianco · b1 cavallo del bianco | d6 pedone del nero · e6 pedone del nero · f6 pedone del nero · b5 alfiere del bianco · e5 pedone del nero · e4 re del nero · e3 alfiere del bianco · h3 pedone del bianco · d2 torre del bianco · e2 re del bianco · b1 cavallo del bianco | d6 pedone del nero · e6 pedone del nero · f6 pedone del nero · b5 alfiere del bianco · e5 pedone del nero · e4 re del nero · e3 alfiere del bianco · h3 pedone del bianco · d2 torre del bianco · e2 re del bianco · b1 cavallo del bianco | d6 pedone del nero · e6 pedone del nero · f6 pedone del nero · b5 alfiere del bianco · e5 pedone del nero · e4 re del nero · e3 alfiere del bianco · h3 pedone del bianco · d2 torre del bianco · e2 re del bianco · b1 cavallo del bianco | d6 pedone del nero · e6 pedone del nero · f6 pedone del nero · b5 alfiere del bianco · e5 pedone del nero · e4 re del nero · e3 alfiere del bianco · h3 pedone del bianco · d2 torre del bianco · e2 re del bianco · b1 cavallo del bianco | d6 pedone del nero · e6 pedone del nero · f6 pedone del nero · b5 alfiere del bianco · e5 pedone del nero · e4 re del nero · e3 alfiere del bianco · h3 pedone del bianco · d2 torre del bianco · e2 re del bianco · b1 cavallo del bianco | d6 pedone del nero · e6 pedone del nero · f6 pedone del nero · b5 alfiere del bianco · e5 pedone del nero · e4 re del nero · e3 alfiere del bianco · h3 pedone del bianco · d2 torre del bianco · e2 re del bianco · b1 cavallo del bianco | d6 pedone del nero · e6 pedone del nero · f6 pedone del nero · b5 alfiere del bianco · e5 pedone del nero · e4 re del nero · e3 alfiere del bianco · h3 pedone del bianco · d2 torre del bianco · e2 re del bianco · b1 cavallo del bianco | 1 |
|   | a | b | c | d | e | f | g | h |   |

Soluzione:
1. Td5 !  (Zugzwang)
1... Rf5/ exd5  2. Ad3# 

|   | a | b | c | d | e | f | g | h |   |
| 8 | d8 cavallo del bianco · h8 cavallo del nero · d6 pedone del nero · b5 alfiere del nero · d5 re del nero · h5 pedone del bianco · b4 pedone del bianco · e4 pedone del nero · g4 cavallo del bianco · b3 pedone del bianco · e3 re del bianco · c2 pedone del bianco · d2 pedone del bianco · b1 torre del bianco | d8 cavallo del bianco · h8 cavallo del nero · d6 pedone del nero · b5 alfiere del nero · d5 re del nero · h5 pedone del bianco · b4 pedone del bianco · e4 pedone del nero · g4 cavallo del bianco · b3 pedone del bianco · e3 re del bianco · c2 pedone del bianco · d2 pedone del bianco · b1 torre del bianco | d8 cavallo del bianco · h8 cavallo del nero · d6 pedone del nero · b5 alfiere del nero · d5 re del nero · h5 pedone del bianco · b4 pedone del bianco · e4 pedone del nero · g4 cavallo del bianco · b3 pedone del bianco · e3 re del bianco · c2 pedone del bianco · d2 pedone del bianco · b1 torre del bianco | d8 cavallo del bianco · h8 cavallo del nero · d6 pedone del nero · b5 alfiere del nero · d5 re del nero · h5 pedone del bianco · b4 pedone del bianco · e4 pedone del nero · g4 cavallo del bianco · b3 pedone del bianco · e3 re del bianco · c2 pedone del bianco · d2 pedone del bianco · b1 torre del bianco | d8 cavallo del bianco · h8 cavallo del nero · d6 pedone del nero · b5 alfiere del nero · d5 re del nero · h5 pedone del bianco · b4 pedone del bianco · e4 pedone del nero · g4 cavallo del bianco · b3 pedone del bianco · e3 re del bianco · c2 pedone del bianco · d2 pedone del bianco · b1 torre del bianco | d8 cavallo del bianco · h8 cavallo del nero · d6 pedone del nero · b5 alfiere del nero · d5 re del nero · h5 pedone del bianco · b4 pedone del bianco · e4 pedone del nero · g4 cavallo del bianco · b3 pedone del bianco · e3 re del bianco · c2 pedone del bianco · d2 pedone del bianco · b1 torre del bianco | d8 cavallo del bianco · h8 cavallo del nero · d6 pedone del nero · b5 alfiere del nero · d5 re del nero · h5 pedone del bianco · b4 pedone del bianco · e4 pedone del nero · g4 cavallo del bianco · b3 pedone del bianco · e3 re del bianco · c2 pedone del bianco · d2 pedone del bianco · b1 torre del bianco | d8 cavallo del bianco · h8 cavallo del nero · d6 pedone del nero · b5 alfiere del nero · d5 re del nero · h5 pedone del bianco · b4 pedone del bianco · e4 pedone del nero · g4 cavallo del bianco · b3 pedone del bianco · e3 re del bianco · c2 pedone del bianco · d2 pedone del bianco · b1 torre del bianco | 8 |
| 7 | d8 cavallo del bianco · h8 cavallo del nero · d6 pedone del nero · b5 alfiere del nero · d5 re del nero · h5 pedone del bianco · b4 pedone del bianco · e4 pedone del nero · g4 cavallo del bianco · b3 pedone del bianco · e3 re del bianco · c2 pedone del bianco · d2 pedone del bianco · b1 torre del bianco | d8 cavallo del bianco · h8 cavallo del nero · d6 pedone del nero · b5 alfiere del nero · d5 re del nero · h5 pedone del bianco · b4 pedone del bianco · e4 pedone del nero · g4 cavallo del bianco · b3 pedone del bianco · e3 re del bianco · c2 pedone del bianco · d2 pedone del bianco · b1 torre del bianco | d8 cavallo del bianco · h8 cavallo del nero · d6 pedone del nero · b5 alfiere del nero · d5 re del nero · h5 pedone del bianco · b4 pedone del bianco · e4 pedone del nero · g4 cavallo del bianco · b3 pedone del bianco · e3 re del bianco · c2 pedone del bianco · d2 pedone del bianco · b1 torre del bianco | d8 cavallo del bianco · h8 cavallo del nero · d6 pedone del nero · b5 alfiere del nero · d5 re del nero · h5 pedone del bianco · b4 pedone del bianco · e4 pedone del nero · g4 cavallo del bianco · b3 pedone del bianco · e3 re del bianco · c2 pedone del bianco · d2 pedone del bianco · b1 torre del bianco | d8 cavallo del bianco · h8 cavallo del nero · d6 pedone del nero · b5 alfiere del nero · d5 re del nero · h5 pedone del bianco · b4 pedone del bianco · e4 pedone del nero · g4 cavallo del bianco · b3 pedone del bianco · e3 re del bianco · c2 pedone del bianco · d2 pedone del bianco · b1 torre del bianco | d8 cavallo del bianco · h8 cavallo del nero · d6 pedone del nero · b5 alfiere del nero · d5 re del nero · h5 pedone del bianco · b4 pedone del bianco · e4 pedone del nero · g4 cavallo del bianco · b3 pedone del bianco · e3 re del bianco · c2 pedone del bianco · d2 pedone del bianco · b1 torre del bianco | d8 cavallo del bianco · h8 cavallo del nero · d6 pedone del nero · b5 alfiere del nero · d5 re del nero · h5 pedone del bianco · b4 pedone del bianco · e4 pedone del nero · g4 cavallo del bianco · b3 pedone del bianco · e3 re del bianco · c2 pedone del bianco · d2 pedone del bianco · b1 torre del bianco | d8 cavallo del bianco · h8 cavallo del nero · d6 pedone del nero · b5 alfiere del nero · d5 re del nero · h5 pedone del bianco · b4 pedone del bianco · e4 pedone del nero · g4 cavallo del bianco · b3 pedone del bianco · e3 re del bianco · c2 pedone del bianco · d2 pedone del bianco · b1 torre del bianco | 7 |
| 6 | d8 cavallo del bianco · h8 cavallo del nero · d6 pedone del nero · b5 alfiere del nero · d5 re del nero · h5 pedone del bianco · b4 pedone del bianco · e4 pedone del nero · g4 cavallo del bianco · b3 pedone del bianco · e3 re del bianco · c2 pedone del bianco · d2 pedone del bianco · b1 torre del bianco | d8 cavallo del bianco · h8 cavallo del nero · d6 pedone del nero · b5 alfiere del nero · d5 re del nero · h5 pedone del bianco · b4 pedone del bianco · e4 pedone del nero · g4 cavallo del bianco · b3 pedone del bianco · e3 re del bianco · c2 pedone del bianco · d2 pedone del bianco · b1 torre del bianco | d8 cavallo del bianco · h8 cavallo del nero · d6 pedone del nero · b5 alfiere del nero · d5 re del nero · h5 pedone del bianco · b4 pedone del bianco · e4 pedone del nero · g4 cavallo del bianco · b3 pedone del bianco · e3 re del bianco · c2 pedone del bianco · d2 pedone del bianco · b1 torre del bianco | d8 cavallo del bianco · h8 cavallo del nero · d6 pedone del nero · b5 alfiere del nero · d5 re del nero · h5 pedone del bianco · b4 pedone del bianco · e4 pedone del nero · g4 cavallo del bianco · b3 pedone del bianco · e3 re del bianco · c2 pedone del bianco · d2 pedone del bianco · b1 torre del bianco | d8 cavallo del bianco · h8 cavallo del nero · d6 pedone del nero · b5 alfiere del nero · d5 re del nero · h5 pedone del bianco · b4 pedone del bianco · e4 pedone del nero · g4 cavallo del bianco · b3 pedone del bianco · e3 re del bianco · c2 pedone del bianco · d2 pedone del bianco · b1 torre del bianco | d8 cavallo del bianco · h8 cavallo del nero · d6 pedone del nero · b5 alfiere del nero · d5 re del nero · h5 pedone del bianco · b4 pedone del bianco · e4 pedone del nero · g4 cavallo del bianco · b3 pedone del bianco · e3 re del bianco · c2 pedone del bianco · d2 pedone del bianco · b1 torre del bianco | d8 cavallo del bianco · h8 cavallo del nero · d6 pedone del nero · b5 alfiere del nero · d5 re del nero · h5 pedone del bianco · b4 pedone del bianco · e4 pedone del nero · g4 cavallo del bianco · b3 pedone del bianco · e3 re del bianco · c2 pedone del bianco · d2 pedone del bianco · b1 torre del bianco | d8 cavallo del bianco · h8 cavallo del nero · d6 pedone del nero · b5 alfiere del nero · d5 re del nero · h5 pedone del bianco · b4 pedone del bianco · e4 pedone del nero · g4 cavallo del bianco · b3 pedone del bianco · e3 re del bianco · c2 pedone del bianco · d2 pedone del bianco · b1 torre del bianco | 6 |
| 5 | d8 cavallo del bianco · h8 cavallo del nero · d6 pedone del nero · b5 alfiere del nero · d5 re del nero · h5 pedone del bianco · b4 pedone del bianco · e4 pedone del nero · g4 cavallo del bianco · b3 pedone del bianco · e3 re del bianco · c2 pedone del bianco · d2 pedone del bianco · b1 torre del bianco | d8 cavallo del bianco · h8 cavallo del nero · d6 pedone del nero · b5 alfiere del nero · d5 re del nero · h5 pedone del bianco · b4 pedone del bianco · e4 pedone del nero · g4 cavallo del bianco · b3 pedone del bianco · e3 re del bianco · c2 pedone del bianco · d2 pedone del bianco · b1 torre del bianco | d8 cavallo del bianco · h8 cavallo del nero · d6 pedone del nero · b5 alfiere del nero · d5 re del nero · h5 pedone del bianco · b4 pedone del bianco · e4 pedone del nero · g4 cavallo del bianco · b3 pedone del bianco · e3 re del bianco · c2 pedone del bianco · d2 pedone del bianco · b1 torre del bianco | d8 cavallo del bianco · h8 cavallo del nero · d6 pedone del nero · b5 alfiere del nero · d5 re del nero · h5 pedone del bianco · b4 pedone del bianco · e4 pedone del nero · g4 cavallo del bianco · b3 pedone del bianco · e3 re del bianco · c2 pedone del bianco · d2 pedone del bianco · b1 torre del bianco | d8 cavallo del bianco · h8 cavallo del nero · d6 pedone del nero · b5 alfiere del nero · d5 re del nero · h5 pedone del bianco · b4 pedone del bianco · e4 pedone del nero · g4 cavallo del bianco · b3 pedone del bianco · e3 re del bianco · c2 pedone del bianco · d2 pedone del bianco · b1 torre del bianco | d8 cavallo del bianco · h8 cavallo del nero · d6 pedone del nero · b5 alfiere del nero · d5 re del nero · h5 pedone del bianco · b4 pedone del bianco · e4 pedone del nero · g4 cavallo del bianco · b3 pedone del bianco · e3 re del bianco · c2 pedone del bianco · d2 pedone del bianco · b1 torre del bianco | d8 cavallo del bianco · h8 cavallo del nero · d6 pedone del nero · b5 alfiere del nero · d5 re del nero · h5 pedone del bianco · b4 pedone del bianco · e4 pedone del nero · g4 cavallo del bianco · b3 pedone del bianco · e3 re del bianco · c2 pedone del bianco · d2 pedone del bianco · b1 torre del bianco | d8 cavallo del bianco · h8 cavallo del nero · d6 pedone del nero · b5 alfiere del nero · d5 re del nero · h5 pedone del bianco · b4 pedone del bianco · e4 pedone del nero · g4 cavallo del bianco · b3 pedone del bianco · e3 re del bianco · c2 pedone del bianco · d2 pedone del bianco · b1 torre del bianco | 5 |
| 4 | d8 cavallo del bianco · h8 cavallo del nero · d6 pedone del nero · b5 alfiere del nero · d5 re del nero · h5 pedone del bianco · b4 pedone del bianco · e4 pedone del nero · g4 cavallo del bianco · b3 pedone del bianco · e3 re del bianco · c2 pedone del bianco · d2 pedone del bianco · b1 torre del bianco | d8 cavallo del bianco · h8 cavallo del nero · d6 pedone del nero · b5 alfiere del nero · d5 re del nero · h5 pedone del bianco · b4 pedone del bianco · e4 pedone del nero · g4 cavallo del bianco · b3 pedone del bianco · e3 re del bianco · c2 pedone del bianco · d2 pedone del bianco · b1 torre del bianco | d8 cavallo del bianco · h8 cavallo del nero · d6 pedone del nero · b5 alfiere del nero · d5 re del nero · h5 pedone del bianco · b4 pedone del bianco · e4 pedone del nero · g4 cavallo del bianco · b3 pedone del bianco · e3 re del bianco · c2 pedone del bianco · d2 pedone del bianco · b1 torre del bianco | d8 cavallo del bianco · h8 cavallo del nero · d6 pedone del nero · b5 alfiere del nero · d5 re del nero · h5 pedone del bianco · b4 pedone del bianco · e4 pedone del nero · g4 cavallo del bianco · b3 pedone del bianco · e3 re del bianco · c2 pedone del bianco · d2 pedone del bianco · b1 torre del bianco | d8 cavallo del bianco · h8 cavallo del nero · d6 pedone del nero · b5 alfiere del nero · d5 re del nero · h5 pedone del bianco · b4 pedone del bianco · e4 pedone del nero · g4 cavallo del bianco · b3 pedone del bianco · e3 re del bianco · c2 pedone del bianco · d2 pedone del bianco · b1 torre del bianco | d8 cavallo del bianco · h8 cavallo del nero · d6 pedone del nero · b5 alfiere del nero · d5 re del nero · h5 pedone del bianco · b4 pedone del bianco · e4 pedone del nero · g4 cavallo del bianco · b3 pedone del bianco · e3 re del bianco · c2 pedone del bianco · d2 pedone del bianco · b1 torre del bianco | d8 cavallo del bianco · h8 cavallo del nero · d6 pedone del nero · b5 alfiere del nero · d5 re del nero · h5 pedone del bianco · b4 pedone del bianco · e4 pedone del nero · g4 cavallo del bianco · b3 pedone del bianco · e3 re del bianco · c2 pedone del bianco · d2 pedone del bianco · b1 torre del bianco | d8 cavallo del bianco · h8 cavallo del nero · d6 pedone del nero · b5 alfiere del nero · d5 re del nero · h5 pedone del bianco · b4 pedone del bianco · e4 pedone del nero · g4 cavallo del bianco · b3 pedone del bianco · e3 re del bianco · c2 pedone del bianco · d2 pedone del bianco · b1 torre del bianco | 4 |
| 3 | d8 cavallo del bianco · h8 cavallo del nero · d6 pedone del nero · b5 alfiere del nero · d5 re del nero · h5 pedone del bianco · b4 pedone del bianco · e4 pedone del nero · g4 cavallo del bianco · b3 pedone del bianco · e3 re del bianco · c2 pedone del bianco · d2 pedone del bianco · b1 torre del bianco | d8 cavallo del bianco · h8 cavallo del nero · d6 pedone del nero · b5 alfiere del nero · d5 re del nero · h5 pedone del bianco · b4 pedone del bianco · e4 pedone del nero · g4 cavallo del bianco · b3 pedone del bianco · e3 re del bianco · c2 pedone del bianco · d2 pedone del bianco · b1 torre del bianco | d8 cavallo del bianco · h8 cavallo del nero · d6 pedone del nero · b5 alfiere del nero · d5 re del nero · h5 pedone del bianco · b4 pedone del bianco · e4 pedone del nero · g4 cavallo del bianco · b3 pedone del bianco · e3 re del bianco · c2 pedone del bianco · d2 pedone del bianco · b1 torre del bianco | d8 cavallo del bianco · h8 cavallo del nero · d6 pedone del nero · b5 alfiere del nero · d5 re del nero · h5 pedone del bianco · b4 pedone del bianco · e4 pedone del nero · g4 cavallo del bianco · b3 pedone del bianco · e3 re del bianco · c2 pedone del bianco · d2 pedone del bianco · b1 torre del bianco | d8 cavallo del bianco · h8 cavallo del nero · d6 pedone del nero · b5 alfiere del nero · d5 re del nero · h5 pedone del bianco · b4 pedone del bianco · e4 pedone del nero · g4 cavallo del bianco · b3 pedone del bianco · e3 re del bianco · c2 pedone del bianco · d2 pedone del bianco · b1 torre del bianco | d8 cavallo del bianco · h8 cavallo del nero · d6 pedone del nero · b5 alfiere del nero · d5 re del nero · h5 pedone del bianco · b4 pedone del bianco · e4 pedone del nero · g4 cavallo del bianco · b3 pedone del bianco · e3 re del bianco · c2 pedone del bianco · d2 pedone del bianco · b1 torre del bianco | d8 cavallo del bianco · h8 cavallo del nero · d6 pedone del nero · b5 alfiere del nero · d5 re del nero · h5 pedone del bianco · b4 pedone del bianco · e4 pedone del nero · g4 cavallo del bianco · b3 pedone del bianco · e3 re del bianco · c2 pedone del bianco · d2 pedone del bianco · b1 torre del bianco | d8 cavallo del bianco · h8 cavallo del nero · d6 pedone del nero · b5 alfiere del nero · d5 re del nero · h5 pedone del bianco · b4 pedone del bianco · e4 pedone del nero · g4 cavallo del bianco · b3 pedone del bianco · e3 re del bianco · c2 pedone del bianco · d2 pedone del bianco · b1 torre del bianco | 3 |
| 2 | d8 cavallo del bianco · h8 cavallo del nero · d6 pedone del nero · b5 alfiere del nero · d5 re del nero · h5 pedone del bianco · b4 pedone del bianco · e4 pedone del nero · g4 cavallo del bianco · b3 pedone del bianco · e3 re del bianco · c2 pedone del bianco · d2 pedone del bianco · b1 torre del bianco | d8 cavallo del bianco · h8 cavallo del nero · d6 pedone del nero · b5 alfiere del nero · d5 re del nero · h5 pedone del bianco · b4 pedone del bianco · e4 pedone del nero · g4 cavallo del bianco · b3 pedone del bianco · e3 re del bianco · c2 pedone del bianco · d2 pedone del bianco · b1 torre del bianco | d8 cavallo del bianco · h8 cavallo del nero · d6 pedone del nero · b5 alfiere del nero · d5 re del nero · h5 pedone del bianco · b4 pedone del bianco · e4 pedone del nero · g4 cavallo del bianco · b3 pedone del bianco · e3 re del bianco · c2 pedone del bianco · d2 pedone del bianco · b1 torre del bianco | d8 cavallo del bianco · h8 cavallo del nero · d6 pedone del nero · b5 alfiere del nero · d5 re del nero · h5 pedone del bianco · b4 pedone del bianco · e4 pedone del nero · g4 cavallo del bianco · b3 pedone del bianco · e3 re del bianco · c2 pedone del bianco · d2 pedone del bianco · b1 torre del bianco | d8 cavallo del bianco · h8 cavallo del nero · d6 pedone del nero · b5 alfiere del nero · d5 re del nero · h5 pedone del bianco · b4 pedone del bianco · e4 pedone del nero · g4 cavallo del bianco · b3 pedone del bianco · e3 re del bianco · c2 pedone del bianco · d2 pedone del bianco · b1 torre del bianco | d8 cavallo del bianco · h8 cavallo del nero · d6 pedone del nero · b5 alfiere del nero · d5 re del nero · h5 pedone del bianco · b4 pedone del bianco · e4 pedone del nero · g4 cavallo del bianco · b3 pedone del bianco · e3 re del bianco · c2 pedone del bianco · d2 pedone del bianco · b1 torre del bianco | d8 cavallo del bianco · h8 cavallo del nero · d6 pedone del nero · b5 alfiere del nero · d5 re del nero · h5 pedone del bianco · b4 pedone del bianco · e4 pedone del nero · g4 cavallo del bianco · b3 pedone del bianco · e3 re del bianco · c2 pedone del bianco · d2 pedone del bianco · b1 torre del bianco | d8 cavallo del bianco · h8 cavallo del nero · d6 pedone del nero · b5 alfiere del nero · d5 re del nero · h5 pedone del bianco · b4 pedone del bianco · e4 pedone del nero · g4 cavallo del bianco · b3 pedone del bianco · e3 re del bianco · c2 pedone del bianco · d2 pedone del bianco · b1 torre del bianco | 2 |
| 1 | d8 cavallo del bianco · h8 cavallo del nero · d6 pedone del nero · b5 alfiere del nero · d5 re del nero · h5 pedone del bianco · b4 pedone del bianco · e4 pedone del nero · g4 cavallo del bianco · b3 pedone del bianco · e3 re del bianco · c2 pedone del bianco · d2 pedone del bianco · b1 torre del bianco | d8 cavallo del bianco · h8 cavallo del nero · d6 pedone del nero · b5 alfiere del nero · d5 re del nero · h5 pedone del bianco · b4 pedone del bianco · e4 pedone del nero · g4 cavallo del bianco · b3 pedone del bianco · e3 re del bianco · c2 pedone del bianco · d2 pedone del bianco · b1 torre del bianco | d8 cavallo del bianco · h8 cavallo del nero · d6 pedone del nero · b5 alfiere del nero · d5 re del nero · h5 pedone del bianco · b4 pedone del bianco · e4 pedone del nero · g4 cavallo del bianco · b3 pedone del bianco · e3 re del bianco · c2 pedone del bianco · d2 pedone del bianco · b1 torre del bianco | d8 cavallo del bianco · h8 cavallo del nero · d6 pedone del nero · b5 alfiere del nero · d5 re del nero · h5 pedone del bianco · b4 pedone del bianco · e4 pedone del nero · g4 cavallo del bianco · b3 pedone del bianco · e3 re del bianco · c2 pedone del bianco · d2 pedone del bianco · b1 torre del bianco | d8 cavallo del bianco · h8 cavallo del nero · d6 pedone del nero · b5 alfiere del nero · d5 re del nero · h5 pedone del bianco · b4 pedone del bianco · e4 pedone del nero · g4 cavallo del bianco · b3 pedone del bianco · e3 re del bianco · c2 pedone del bianco · d2 pedone del bianco · b1 torre del bianco | d8 cavallo del bianco · h8 cavallo del nero · d6 pedone del nero · b5 alfiere del nero · d5 re del nero · h5 pedone del bianco · b4 pedone del bianco · e4 pedone del nero · g4 cavallo del bianco · b3 pedone del bianco · e3 re del bianco · c2 pedone del bianco · d2 pedone del bianco · b1 torre del bianco | d8 cavallo del bianco · h8 cavallo del nero · d6 pedone del nero · b5 alfiere del nero · d5 re del nero · h5 pedone del bianco · b4 pedone del bianco · e4 pedone del nero · g4 cavallo del bianco · b3 pedone del bianco · e3 re del bianco · c2 pedone del bianco · d2 pedone del bianco · b1 torre del bianco | d8 cavallo del bianco · h8 cavallo del nero · d6 pedone del nero · b5 alfiere del nero · d5 re del nero · h5 pedone del bianco · b4 pedone del bianco · e4 pedone del nero · g4 cavallo del bianco · b3 pedone del bianco · e3 re del bianco · c2 pedone del bianco · d2 pedone del bianco · b1 torre del bianco | 1 |
|   | a | b | c | d | e | f | g | h |   |

Soluzione:
1. Tf1 !  (min. 2. Tf5#)

1... Axf1  2. d4! exd3 ep.  3. c4# 